# Бледско језеро
Бледско језеро (словен. Blejsko jezero) је једно од најзначајнијих сталних природних језера у Словенији. Језеро је тектонско-ледничког порекла. Притоке језера су потоци са оближње висоравни Покљуке.
Лежи на надморској висини од 475 m у Бледском куту који залази међу шумовите заравни Јулијских Алпа: Јеловицу, Покљуку и Межакљу. Карактерише га стрмо брдо Град (614 m надморске висине) и Бледско острво (495 m надморске висине) са старословенским гробљем и црквом изграђеном у XV веку.
Бледско језеро је проточно - из језера истиче кратка речица Језерница и односи воду у долину Саве Бохињке. Изграђен је и цевовод којим из реке Радовне дотиче у језеро свежа вода. Површинска се вода лети загреје до 24°C.
У језеру живи 19 рибљих врста.

## Општи подаци
- дужина: 2.120 m (најдужа дијагонала)
- највећа ширина: 1.380
- највећа дубина: 30,6
- површина језера: 1,438
- надморска висина: 475 метара
- запремина: 25,69 мил.
- координате

географска ширина: 46° 21' 52" СГШ
географска дужина: 14° 5' 41" ИГД
На Бледском језеру одржана су четири Светска првенства у веслању - 1966, 1979, 1989. и 2011.